# Mim becut de Le Conte
El mim becut de Le Conte (Toxostoma lecontei) és un ocell de la família dels mímids (Mimidae).

## Hàbitat i distribució
Habita matollar del desert, zones arbustives i deserts amb cactus des del sud-est de Califòrnia, sud de Nevada, sud-oest d'Utah i oest i sud d'Arizona cap al sud fins l'oest i nord-est de la Baixa Califòrnia i nord-oest de Sonora.